# سقانفار کچلده
سقانفار کچلده مربوط به دوره قاجار است و در شهرستان نور ، بخش چمستان ، دهستان میانرود ، روستای کچلده واقع شده و این اثر در تاریخ ۲۸ اسفند ۱۳۸۵ با شمارهٔ ثبت ۱۸۶۷۲ به‌عنوان یکی از آثار ملی ایران به ثبت رسیده است.